# Hydraecia nigrolineata
Hydraecia nigrolineata är en fjärilsart som beskrevs av Barend J. Lempke 1965. Hydraecia nigrolineata ingår i släktet Hydraecia och familjen nattflyn. Inga underarter finns listade i Catalogue of Life.